# Международная ассоциация легкоатлетических федераций
Междунаро́дная ассоциа́ция легкоатлети́ческих федера́ций (IAAF, ИААФ; официально с 2019 года — World Athletics, букв. с англ. — «Международная атлетика») — всемирная управляющая организация любительского спорта. Поскольку за рубежом под словом «атлетика» понимают вообще любой спорт, требующий физических усилий, включая спортивные единоборства (в противоположность интеллектуальным видам спорта), членами организации за рубежом являются федерации не только лёгкой атлетики, но и других любительских видов спорта. Была основана в 1912 году на первом конгрессе в Стокгольме, Швеция.
До 2001 года именовалась Междунаро́дная федера́ция люби́тельского спо́рта (англ. International Amateur Athletics Federation); с 2001 по октябрь 2019 года — Междунаро́дная ассоциа́ция [национальных] спорти́вных федера́ций (англ. International Association of Athletics Federations).
Сменила название в 2001 году «с целью отразить современный статус лёгкой атлетики как вида спорта, который поддерживает своих профессионалов при помощи доходов от маркетинговых программ и от продажи телевизионных прав».
По состоянию на 2011 год, членами ИААФ были 212 стран (на 3 страны больше, чем в ФИФА, и на 20 представителей больше, чем в ООН). В 1993 году штаб-квартира организации разместилась в Монако, где и находится по сей день. Президент — Себастьян Коу (Великобритания).

## История
17 июля 1912 года, через два дня после окончания соревнований легкоатлетической программы Олимпийских игр, в Стокгольме состоялся Конгресс, посвящённый образованию Международной федерации для любительской лёгкой атлетики. На этом собрании присутствовали представители 17 стран: Австралии, Австрии, Бельгии, Канады, Чили, Дании, Египта, Финляндии, Франции, Германии, Греции, Венгрии, Норвегии, России, Швеции, Великобритании и США. Назрела необходимость создать международный руководящий орган для лёгкой атлетики в связи с развитием международных соревнований и Олимпийских игр. Универсальный свод Правил и положений и общее определение любительства, которое было бы принято во всём мире, стало необходимостью, как и регистрация мировых и олимпийских рекордов. Это собрание в Стокгольме было пробным шагом, хотя ИААФ считает его первым Конгрессом, и последующие Конгрессы ведут отсчёт от него.
В 1913 году в Берлине Конгресс утвердил первую Конституцию, и в первом списке членов фигурировали 34 национальные федерации. Зигфрид Эдстрём (Швеция) был избран президентом, Кристиан Хеллстрем — почётным секретарём. Первые Технические Правила международных соревнований были представлены в 1914 году на третьем Конгрессе в Лионе (Франция) новым почётным секретарём Хилдингом Кьеллманом (Швеция), и национальным федерациям рекомендовалось утвердить подобные правила для своих местных соревнований.
В 2012 году был создан зал славы ИААФ.

## Цели
- Действовать в качестве всемирного руководящего органа лёгкой атлетики.
- Пропагандировать лёгкую атлетику, как вид спорта, и её этические ценности, как предмет воспитания и жизнеутверждающей и жизнеполагающей деятельности.
- Поощрять занятия лёгкой атлетикой на всех уровнях во всём мире независимо от возраста, пола или расы.
- Бороться за то, чтобы в лёгкой атлетике не допускалась никакая дискриминация по половому, расовому, религиозному, политическому или другому несправедливому признаку в какой бы то ни было форме и за то, чтобы все могли заниматься лёгкой атлетикой независимо от своих половых, расовых, политических или религиозных убеждений или каких-то других несоответствий.
- Создавать и применять Правила и Регламенты для руководства лёгкой атлетикой и обеспечивать их применение в соответствии с их условиями на всех соревнованиях, санкционированных ИААФ, континентальной Ассоциацией или национальной федерацией.
- Контролировать и следить за выполнением обязанностей национальными федерациями.
- Создать и использовать механизм, согласно которому все споры в лёгкой атлетике должны разрешаться арбитражным судом.
- Пропагандировать принцип «честной игры» в спорте, в частности, играть роль лидера в борьбе против допинга в лёгкой атлетике и в широком спортивном сообществе, развивать и поддерживать программы обнаружения, сдерживания и воспитания, направленные на уничтожение источника допинга в спорте.
- Укреплять и поддерживать всемирное развитие лёгкой атлетики и распространение технической, медицинской, организационной, финансовой или другой информации, которая помогает национальным федерациям и континентальным ассоциациям в достижении этой цели.
- Объединиться с МОК и взять на себя роль лидера в достижении целей Олимпийского движения. В частности, взять на себя полную ответственность за организацию, контроль и судейство легкоатлетических соревнований в программе Олимпийских игр.
- Укреплять и развивать связи с другими международными федерациями, национальными правительственными и неправительственными организациями для того, чтобы пропагандировать интересы спорта в целом и лёгкую атлетику в частности на всех уровнях во всём мире.
- Признавать мировые, олимпийские и другие рекорды в лёгкой атлетике, которые Конгресс считает нужным признать.
- Организовывать и пропагандировать чемпионат мира ИААФ и любые другие чемпионаты по лёгкой атлетике, соревнования или мероприятия, которые Конгресс считает желательными.
- Использовать все права ИААФ для достижения этих целей.

## Структура
- Президент —  Себастьян Коу
- Первый вице-президент —  Сергей Бубка
- Вице-президенты —  Симена Рестрепо,  Джефф Гарднер,  Наваф-бин-Мохаммед аль-Сауд
- Казначей —  Хосе Мария Одриосола

Члены совета IAAF (20):
- Хамад Калькаба Мальбум
- Альберто Хуанторена
- Дахлан Аль-Хамад
- Силвия Барлаг
- Нань Ван
- Наваль Эль-Мутавакель
- Роберто Геста ди Мело
- Свейн Арне Хансен
- Уилли Бэнкс
- Эбби Хоффман
- Иньяки Гомес
- Виктор Лопес
- Антти Пихлакоски
- Анна Риккарди
- Адилле Сумаривалла
- Хироси Ёкокава
- Добромир Карамаринов
- Валери Адамс
- Рауль Чападо
- Беатрис Айикору

## Президенты World Athletics
Все президенты World Athletics были европейцами, кроме Ламина Диака.
| Президенты      | Страна         | Годы президентства |
| --------------- | -------------- | ------------------ |
| Сигфрид Эдстрём | Швеция         | 1912—1946          |
| лорд Бёрли      | Великобритания | 1946—1976          |
| Адриан Паулен   | Нидерланды     | 1976—1981          |
| Примо Небиоло   | Италия         | 1981—1999          |
| Ламин Диак      | Сенегал        | 1999—2015          |
| Себастьян Коу   | Великобритания | 2015 — н. в.       |

## Континентальные ассоциации
Африка

Легкоатлетическая конфедерация Африки     (CAA)

Президент — Ахмед Мальбум Калкаба (Камерун)
Проводит Чемпионат Африки по лёгкой атлетике
Азия

Азиатская легкоатлетическая ассоциация     (ААА)

Президент — Шри Суреш Калмади (Индия)

Европа

Европейская легкоатлетическая ассоциация     (ЕАА)

Президент — Хансйорг Вирц (Швейцария)

Северная и центральная Америка 

Легкоатлетическая ассоциация Северной и Центральной Америки и стран Карибского бассейна     (NACACAA)

Президент — Амадео Фрэнсис (Пуэрто-Рико)
Океания

Легкоатлетическая ассоциация Океании     (ОАА)

Президент — Анне Тьерни (о-ва Кука)
Южная Америка

Легкоатлетическая конфедерация Южной Америки     (CONSUDATLE) 

Президент — Роберто Геста-де-Мело (Бразилия)

## Официальные партнёры
Официальные партнёры:
- Adidas[5]
- Canon
- Seiko[6]
- Sinopec[7]
- ВТБ[8][9]
- TDK
- Toyota